# Ґражда

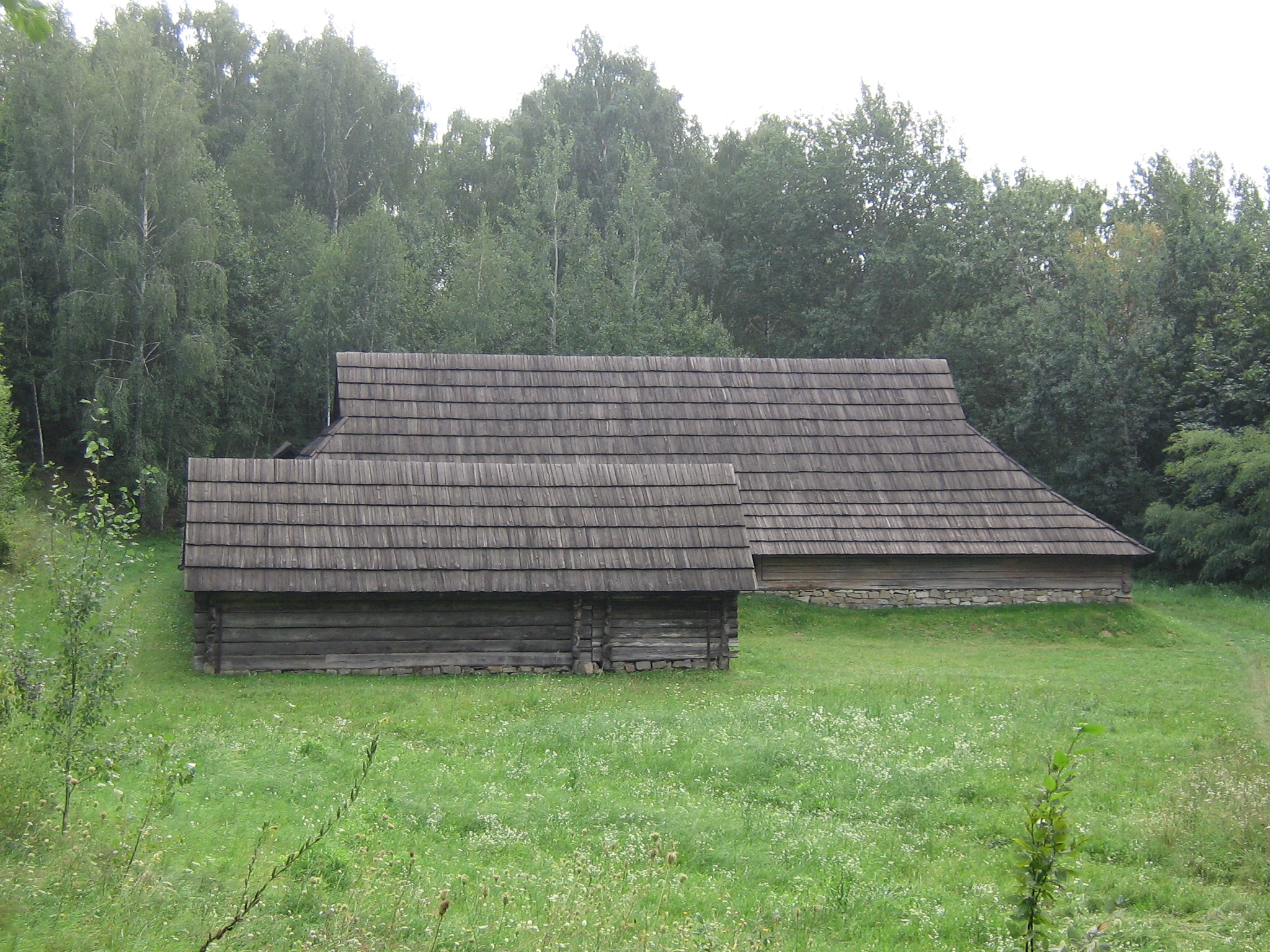
Ґражда у київському Музеї народної архітектури та побуту України.

Ґра́жда — гуцульський осідок; гуцульська садиба, комплекс житлового будинку і господарських будівель, які утворюють замкнутий, зазвичай, прямокутний дворик, або діалектне «садиба»,, хати об'єднані під одним дахом із господарськими будівлями, що утворюють своєрідну твердиню, замкнену ґраждою — високою огорожею з дахом. Такий тип забудови характерний передусім для Гуцульщини.

## Етимологія
Ґра́жда  — «клітка; повітка, клуня», «високий дощаний паркан з дахом», «садиба», «велика будівля», запозичення з молдавської і румунської мов; молдавське гражд — «хлів, стайня»; рум. grajd —те саме значення; рум. grajdă — «квадратний дім з двором всередині»; походить від болгарського ст. граждь — «стайня», спорідненого з українським горожа; польським grodza —«перегородка для стримування води в річці»; чеським hráz та словацьким hrádza —те саме значення; верхньолужицьке hradz —«хлів»; готське garda — «загорода, загін»; давньоанглійське geard «паркан, двір»; литовське gardas — «пліт, загорода».

## У господарстві
Ґражда з її різними спорудами (високими й низькими, широкими й вузькими) нагадує фортецю, до якої можна потрапити лише через ворота і хвіртку. Ґражди, ймовірно, виникли з потреби захисту від лихих людей і диких звірів, сильних вітрів і снігу. Відомо, що на Гуцульщині в XIII—XIV ст. було розвинене слов'янське відгінне тваринництво. Основний ланцюг виробництва складався з великих родин і громад, які селилися окремими групами. Сіл майже не було, садиби були розкидані в горах і долинах далеко одна від одної. Така специфіка ізольованих громад, специфіка ведення сільського господарства, та постійна загроза хижаків змушували гуцулів оточувати свої будинки глухою загородою, що привело до створення своєрідного типу садиби — ґражди, замкненої забудови з хатою, господарськими будівлями та високим кам'яним парканом навколо подвір'я. Проте гуцули мешкали не лише в ґраждах.
Існує кілька типів ґражд. Найдавніший тип — це  ґражда, яка зараз є частиною експозиції львівського Музею народної архітектури і побуту «Шевченківський гай». Ця ґражда має прямокутний план і складається з житлового будинку з притулами, кліттю та огорожею з дашком. Головну роль у композиції забудови відіграє житловий будинок, в якому приміщення розташовані в такому порядку: хата—сіни—хата. З трьох боків споруда оточена «притулами», утвореними продовженням даху аж на  огорожу, де дах ніби огортає будівлю і спадає  майже до самої землі. У лівій притулі знаходиться комора для одягу і домашніх речей, а в правій — дровітня. Хліви для овець влаштовувались у притулі, що прилягала до задньої стіни хати.
Інший тип ґражди характеризується тим, що  основні будівлі — хата і кліть з піддашшям, уворють Г-подібну структуру забудови. Уздовж головного фасаду під дахом огорожі побудований навіс для різного знаряддя праці та дров. З іншого боку паркану подвір'я огороджене високим парканом з дахом і хвірткою.
Деякі ґражди прикметні ще й тим, що вхід до хоромів (сіней) тут вів через ґанок («черсак»), утворений продовженням даху хати. Такі ґанки були поширені в ґраждах, збудованих високо в горах, зазвичай на вершинах хребтів або біля підніжжя гірських вершин.
Сьогодні все рідше можна побачити автентичні  ґражди в гуцульських селах. Цей тип споруди також  можна побачити в деяких музеях просто неба — у Львові, Києві, Ужгороді, в Музеї народної архітектури та побуту Прикарпаття.

## Фотографії

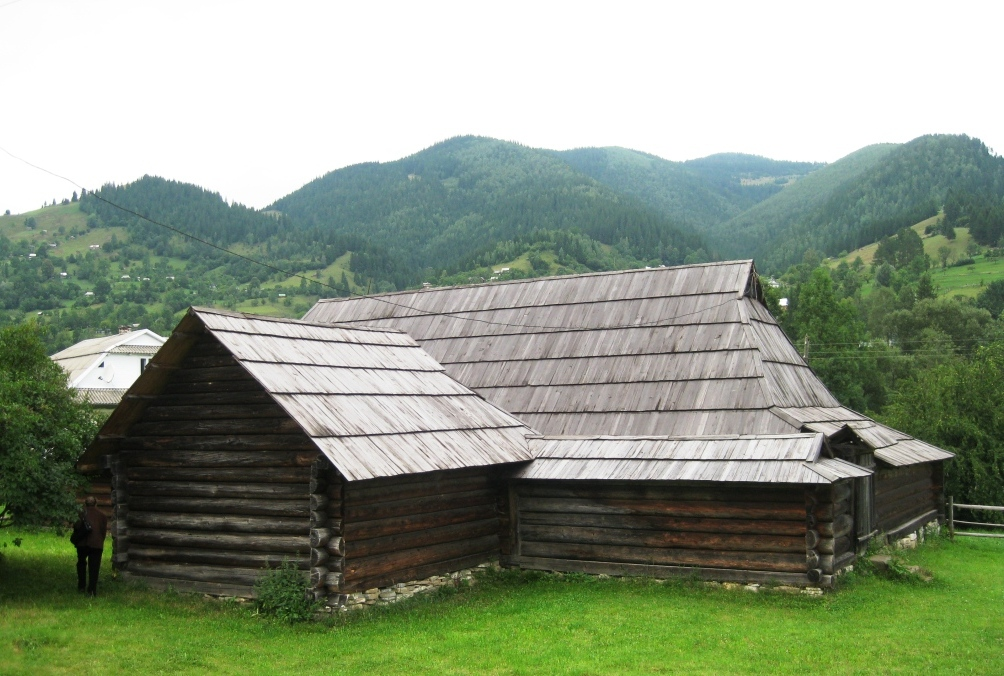
Ґражда в селі Криворівні
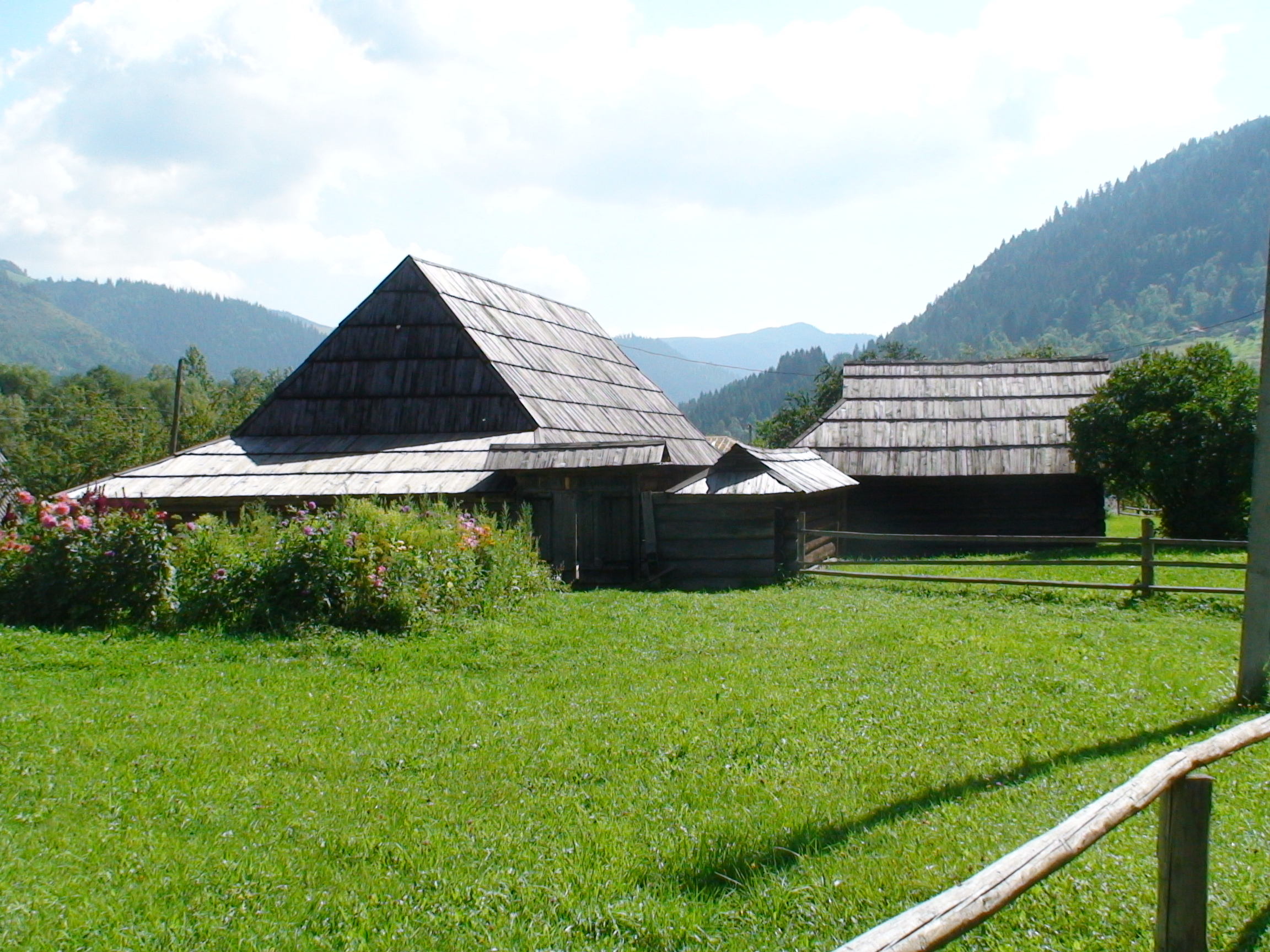
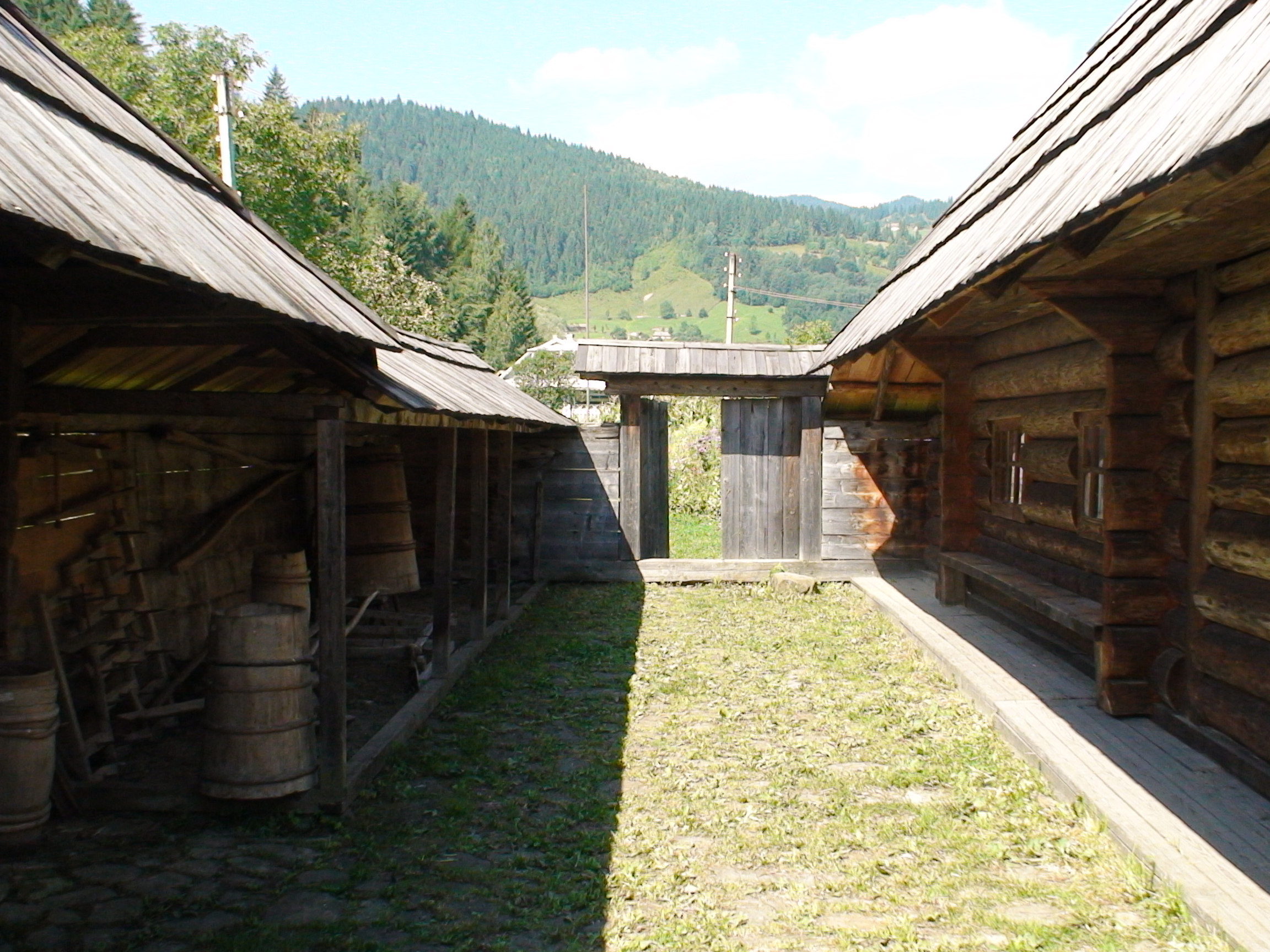
Дворик ґражди
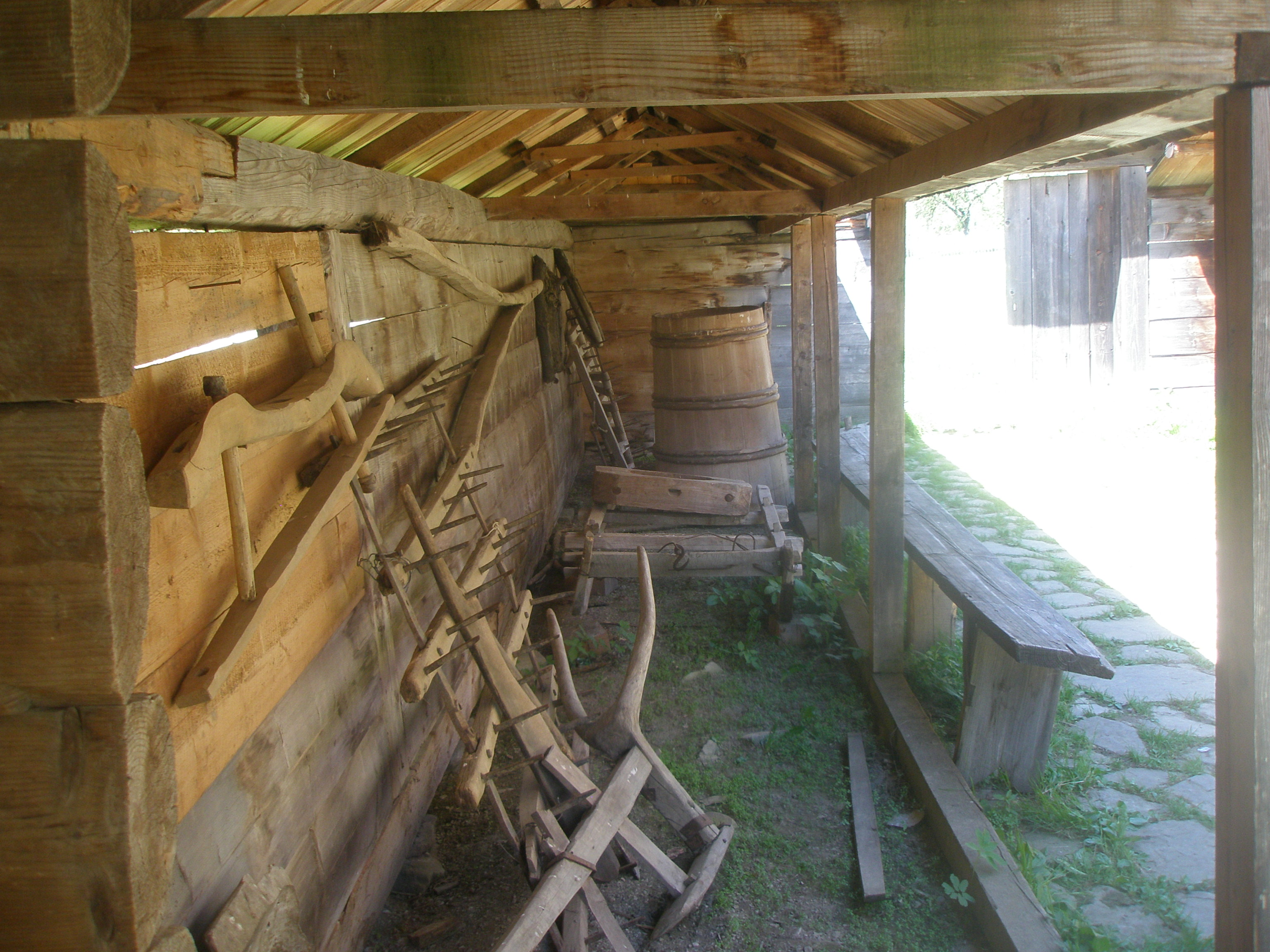
Рало, борона, ярмо та війя під навісом